# Мбасси, Жан-Армель
Жан Армель Мбасси Замбгала (фр. Jean Armel Mbassi Zambgala; род. 6 ноября 2003) — камерунский футболист, полузащитник.

## Карьера

### «Метта»
Воспитанник футбольной академии «Ньяла Куан». В июне 2022 года перешёл в латвийский клуб «Метта». Дебютировал за клуб 27 июня 2022 года в матче против клуба «Ауда», выйдя на замену на 61 минуте. Дебютный гол за клуб забил 7 августа 2022 года в матче против «Риги». Окончил сезон на 9 предпоследнем месте в турнирной таблице, отправившись в стыковые матчи. По итогу стыковых матчей против клуба «Гробиня» смогли сохранить прописку в высшем дивизионе. Сам футболист по итогу за сезон провёл за клуб 17 матчей во всех турнирах, в которых отличился 2 голами и 2 результативными передачами. В декабре 2022 года покинул клуб.

### «Елгава»
В январе 2023 года футболист тренировался с латвийским клубом «Елгава». В марте 2023 года футболист официально присоединился к латвийскому клубу. Дебютировал за клуб 12 марта 2023 года в матче против «Риги», выйдя на замену на 74 минуте. Дебютный гол за клуб забил 15 апреля 2023 года в матче против клуба «Метта». Закрепился в основной команде клуба, однако преимущественно выходил на поле со скамейки запасных. В июле 2023 года футболист покинул клуб.